# Loazzolo (vino)
Il Loazzolo è un vino DOC la cui produzione è consentita esclusivamente nell'omonimo comune della provincia di Asti.

## Caratteristiche organolettiche
- colore: giallo dorato brillante.
- odore: complesso, intenso con sentori di muschio e vaniglia.
- sapore: dolce, caratteristico con lieve aroma di moscato.

## Storia
Dei 150 ettari circa di terreno coltivato a moscato bianco solo tre sono quelli prescelti per donare questo vino dalle qualità eccezionali. Sono vecchi vigneti, esposti a sud, ancora piantati sui muri di pietra, nei ritagli di terra strappati al bosco e alla macchia. La vite qui dà poca uva, ma migliore, più zuccherina. L'uva, scelta grappolo per grappolo, viene stesa sui graticci e appassisce perdendo acqua e concentrando aromi e profumi. 
Anche le operazioni di pigiatura sono effettuate con sistemi tradizionali e assolutamente soft, per impedire che si rompa l'armonia olfattiva e gustativa del vino. Un grande vino da meditazione, da gustare da solo o in abbinamento a formaggi piccanti come la robiola caprina molto stagionata o a fine pasto come suggello di una cena sontuosa.
L'artefice del Loazzolo è senza dubbio l'enologo Giancarlo Scaglione, figlio di viticoltori loazzolesi, che facendo tesoro dell'insegnamento dei suoi vecchi, è giunto per primo a produrre questo particolare vino. Il nonno di Giancarlo, Masein, era abituato a torchiare quest'uva passita per ricavarne alcune bottiglie di vino veramente eccezionale. Ed è così che, dopo specifiche ricerche e spinto da alcuni amici che avevano assaggiato il vecchio vino, nel 1985 Scaglione ha prodotto le prime bottiglie di Moscato Vendemmia Tardiva. Fu subito un successo, nacque il Forteto della Luja, iniziarono i riconoscimenti a livello nazionale. Decise allora di coinvolgere anche altri viticoltori: dapprima Giuseppe Galliano, produttore del Borgo Maragliano e Giovanni Satragno con Borgo Sambuj, poi Giuseppe Laiolo con Bricchi Mej, e infine Pierluigi Elegir che produce Borgo Moncalvo e Luisella Cavallero con Ca' Bianca.
Ad oggi sono otto i produttori di questa DOC.

## Produzione
Titolo alcolometrico volumico minimo complessivo: 15,5 gradi di cui almeno 11 svolti;
Invecchiamento minimo per legge: due anni di cui almeno sei mesi in botti di legno di capacità non superiore a 250 litri.